# 30963 Mount Banzan
30963 Mount Banzan è un asteroide areosecante. Scoperto nel 1994, presenta un'orbita caratterizzata da un semiasse maggiore pari a 2,3349596 au e da un'eccentricità di 0,3019229, inclinata di 22,93689° rispetto all'eclittica.
L'asteroide è dedicato al monte Banzan che sorge ad ovest della città di Sendai.